# Пневский, Вячеслав Иванович
Вячеслав Иванович Пневский (18 декабря 1848 — после 1920) — российский военный деятель, генерал от инфантерии в отставке (1906).

## Хронологический послужной список
- 18.12.1848 — родился. Православного вероисповедания.
- 1865 — окончил 1-ю Санкт-Петербургскую военную гимназию.
- 25.08.1865 — вступил в службу. Поступил в 1-е Павловское военное училище. Юнкер.
- 17.07.1867 — окончил 1-е Павловское военное училище подпоручиком по 1-му разряду[1].
- ст. 17.07.1867 — подпоручик.
- ст. 29.03.1870 — поручик.
- ст. 14.04.1873- штабс-капитан.
- ст. 01.04.1874 — капитан.
- был командиром роты 7 месяцев, батальона — 3 месяца.
- 30.09.1874 — окончил Николаевскую академию Генерального штаба (по 1-му разряду, Дополнительный курс)[2].
- ст. 07.11.1874 — штабс-капитан Генерального штаба.
- 07.11.1874-17.08.1875 — ст. адъютант штаба 30-й пехотной дивизии в Минске.
- 17.08.1875-07.11.1876- помощник ст. адъютанта штаба Виленского военного округа.
- 1875—1886 гг. — преподавал в Виленском пехотном юнкерском училище администрацию, топографию, математику и тактику[3].
- ст. 04.04.1876 — капитан ГШ.
- 1877—1878 — участник Русско-турецкой войны.
- 1877 — подполковник (за боевое отличие со старшинством с 18.07.1876).
- 1876 — награждён орденом Святого Станислава 3 ст.

Журнал «Летопись войны с Японией». 1905 г. № 83. стр. 1600.

- 07.11.1876-16.11.1877 — для особых поручений при штабе 13-го армейского корпуса.
- 16.11.1877-02.05.1878 — для особых поручений при штабе 2-го армейского корпуса.
- 1878 — награждён орденом Святого Станислава 2 ст. с мечами.
- 1879 — награждён орденом Святого Владимира 4 ст. с мечами и бантом.
- ст. 30.08.1880 — полковник.
- 1881 — награждён орденом Святой Анны 2 ст.
- 26.07.1882-19.12.1884 — начальник штаба 4-й кавалерийской дивизии в Белостоке Гродненской губернии.
- 1883 — награждён орденом Святого Владимира 3 ст.
- 19.12.1884-14.01.1885 — начальник штаба 1-й кавалерийской дивизии в Москве.
- 14.01.1885-04.04.1886 — начальник штаба 27-й пехотной дивизии в Вильне.
- 04.04.1886-07.03.1890 — начальник Виленского пехотного юнкерского училища[4].
- 07.03.1890-18.01.1895 — командир 161-го пехотного Александропольского ЕИВ великого князя Алексея Михайловича полка в Могилеве[5].
- 18.01.1895-10.03.1895 — начальник штаба Новогеоргиевской крепости.
- ст. 10.03.1895 — генерал-майор (за отличие).
- 10.03.1895-18.09.1899 — начальник штаба помощника командующего Варшавского военного округа по управлению Варшавским укрепрайоном.
- 1898 — награждён орденом Святого Станислава 1 ст.
- 18.09.1899-13.10.1901- начальник войскового штаба Войска Донского.
- ст. 06.05.1901 — генерал-лейтенант (за отличие).
- 13.10.1901-02.08.1906 — начальник 25-й пехотной дивизии в Двинске[6].
- 1904—1905 — участник русско-японской войны.
- 26.12.1905 — награждён орденом Святой Анны 1 ст.
- 02.08.1906 — произведён в чин генерала от инфантерии с увольнением от службы. В отставке проживал в Вильне, являлся председателем общества «Виленцев», существовавшем при училище.
- Уже весьма преклонных лет добровольно вступил в РККА, занимался преподавательской работой.

Был женат и имел двух детей.
В РККА служил и его сын, бывший генерал-майор РИА Николай Вячеславович Пневский (1874—1928).

## Примечание и источники
1. ↑  В списке выпускников ПВУ 1867 года указан как Станислав Пневский. Дата обращения: 29 апреля 2010. Архивировано 5 марта 2016 года.
2. ↑  Императорская Николаевская военная академия. Дата обращения: 29 апреля 2010. Архивировано из оригинала 25 мая 2010 года.
3. ↑  А. Н. Антонов. «XXXV. Виленское пехотное юнкерское училище. Краткий исторический очерк» Вильна. 1900 г. стр. сп.1, 28.
4. ↑  Виленское военное училище. Дата обращения: 29 апреля 2010. Архивировано из оригинала 4 января 2014 года.
5. ↑  161-й пехотный Александропольский полк. Дата обращения: 29 апреля 2010. Архивировано 18 сентября 2011 года.
6. ↑  [s002.radikal.ru/i198/1002/52/08c062216b39.jpg  Фото памятника 25-й пехотной дивизии, ушедшей на Русско-японскую войну из Двинска в 1904 г. Сооружён в 1913 г. в Ругелях.]
7. ↑  Пневский Николай Вячеславович. // Проект «Русская армия в Великой войне».

- Список генералам по старшинству. Составлен по 1-е сентября 1896г. СПб. 1896. стр. 892.
- А. Н. Антонов. «XXXV. Виленское пехотное юнкерское училище. Краткий исторический очерк». Вильна. 1900 г. стр. сп.1, 28.
- Журналы «Летопись войны с Японией». 1905 г. № 81(стр.1565),82-83(1600).
- Список генералам по старшинству. Составлен по 01.05.1903г. СПб. 1903.
- Шайдицкий В.И. На службе Отечества. Сан-Франциско. 1963. К.Лейман. В прошлом. До и после Русско-японской войны. стр. 489-492.
- А. Г. Кавтарадзе. Военные специалисты на службе Республики Советов 1917—1920 гг. М. «Наука». 1988.
- Начальники ВВУ (ВПЮУ)
- На грани веков. Войска в Двинске.
- Проект «Русский генералитет накануне гражданской войны» (материалы к биографическому справочнику)." Сост. Н.Д Егоров.
- фото из «Летописи войны с Японией». 1905 г. № 81(стр.1565)